# Вичугские фабриканты

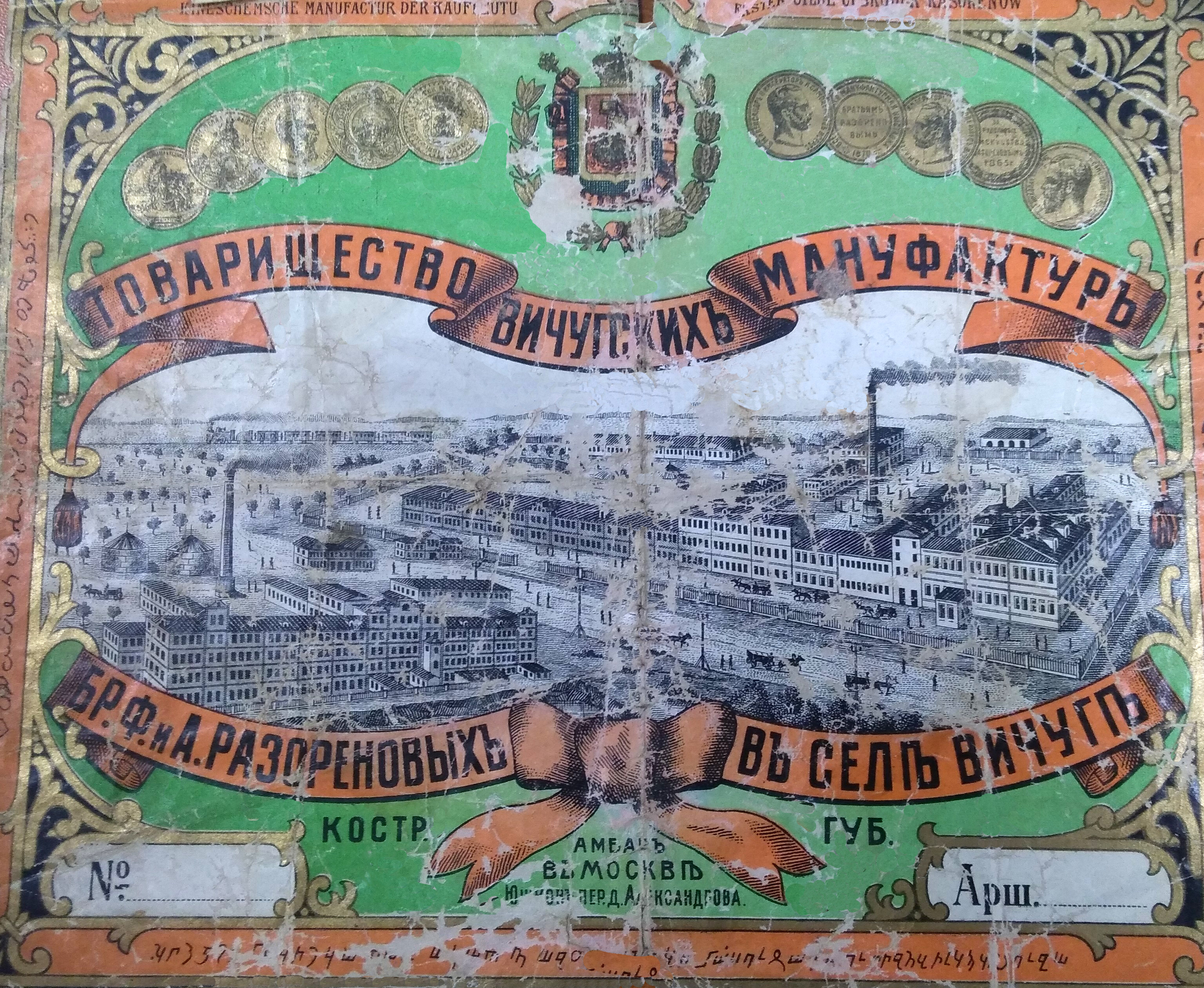
Афиша с рекламой Товарищества Вичугских мануфактур братьев Ф. и А. Разорёновых (до 1917 года).

Вичугские фабриканты — несколько крупных купеческо-промышленных династий, зародившихся в начале XIX века практически в одном месте (в районе современного города Вичуги: в Бонячках, Тезино и в Старой Гольчихе), которые в течение XIX — начале XX веков превратили Вичугский край и поволжский район в окрестностях Кинешмы в один из крупнейших в России промышленных центров с исконно русским капиталом. В результате активной деятельности вичугского купечества населением Кинешемского уезда Костромской губернии, составлявшем около 0,1 % населения России (150 тысяч человек), производилось на фабриках 1 % от общего производства и около 10 % от текстильного производства Российской империи.
За сто лет (с начала XIX до начала XX века) вичугскими купцами в самом Вичугском крае и в окрестностях Кинешмы было основано около 40 текстильных фабрик и несколько куплено у прежних хозяев. Некоторые фабрики стали градообразующими предприятиями, другие были объединены, третьи исчезли или были перепрофилированы.
В начале XX века существовало около 20 значительных фабрик (с числом рабочих от 300 до 6000), принадлежащих купцам вичугского происхождения, а также ряд более мелких фабрик и заводов.
Одна из самых первых фабрик в Вичугском крае (основана в 1800-х годах) была вотчинная фабрика генерала фон-Менгдена, которой более 30 лет управляла одна из первых деловых женщин в текстильной отрасли — баронесса Амалия фон-Менгден (1799—1864). Фабрика под её руководством благодаря высокому качеству выпускаемых изделий считалась образцовым заведением.
Можно выделить шесть крупных династий:
- две династии Коноваловых,
- большая династия Разорёновых (включая фамилии Кокоревых и Кормилицыных),
- династия Миндовских,
- династия Морокиных,
- династия Пелёвиных.

Кроме перечисленных династий достаточно крупными фабриками владели и другие представители купечества Вичугского края (Клюшниковы, Абрамовы).
Все главные купеческие династии имеют безпоповское староверское происхождение. Во время серьёзных гонений в середине XIX века многие вичугские купцы вынуждены были «легализоваться», перейдя в единоверие, продолжая придерживаться старой веры в быту.
Наиболее распространёнными среди вичугских купцов-фабрикантов были общины бегунов-странников и Спасова согласия. Среди вичугских фабрикантов начала XX века можно было встретить, кроме единоверцев, бегунов (Александр Разорёнов, Н. И. Клюшников), масона (А. И. Коновалов) и даже убеждённого большевика (Алексей Разорёнов).
Наиболее выдающимися представителями среды вичугских фабрикантов являются Александр Петрович Коновалов (1812—1889), его внук Александр Иванович Коновалов (1875—1949), Иван Александрович Кокорев, Александр Фёдорович Морокин. Среди ярких потомков вичугских фабрикантов профессор Оксфорда Сергей Александрович Коновалов (1899—1982), композитор Сергей Алексеевич Разорёнов (1909—1991) и крупный учёный-озеленитель Валентин Леонидович Миндовский.
Благотворительностью занимались практически все вичугские фабриканты. Они строили и содержали храмы, школы, больницы, способствовали просвещению и культурному досугу народа, содержали знаменитые хоры, поддерживали творческую интеллигенцию. На ниве социальной благотворительности и меценатства очень ярко проявил себя А. И. Коновалов, полноправно входя в число наиболее выдающихся русских благотворителей. Видными благотворителями были Иван Коновалов и Иван Кокорев (см. статьи Красная церковь в Вичуге и Хреновская церковно-учительская семинария). Разорёновы были главными меценатами Ефима Честнякова.
Вследствие деятельности вичугских купцов появился город Вичуга, город Наволоки, посёлок Каменка, а Кинешма из мещанского уездного городка превратилась в крупный промышленный центр.
Благосостояние, обусловленное промышленным процветанием, привлекало в Кинешемский уезд и на прилегающую Волгу творческую интеллигенцию. Драматурги А. Островский и А. Потехин, писатель А. Мельников-Печерский, композиторы и музыканты А. Бородин и С. Рахманинов (будучи студентом давал уроки музыки отпрыскам Миндовских и Коноваловых), певец Ф. Шаляпин, художники И. Левитан, Б. Кустодиев, Е. Честняков своим присутствием и творчеством способствовали культурному развитию края.
Вичугские фабриканты, благодаря своим возможностям, привлекали к строительству выдающихся архитекторов. Архитектура г. Вичуги, особняки Миндовских в Москве — наиболее яркое наследие тех времён.
Промышленный бум, организованный вичугскими купцами, имел далеко идущие социальные последствия. Кинешемская уездная система народного образования, созданная с помощью вичугских купцов непосредственно и через земство, в начале XX века была одной из самых развитых в России. В результате, из поколения, родившегося на рубеже XIX—XX веков и получавшего образование в Кинешемском уезде, появилась череда личностей, проявивших себя на государственном и мировом уровне: маршалы А. Василевский, А. Новиков, С. Жаворонков, генералы Л. Сандалов, И. Королёв, Г. Шолев, Н. Белов; государственные деятели М. Чернов, В. Андронников, С. Климохин, И. Бенедиктов, Н. Муравьёва, И. Синицын; экономист Н. Кондратьев, социолог П. Сорокин, врач А. Доброхотова, писатель Д. Фурманов и многие другие.